# Unterlauf der Rott von Bayerbach bis zur Mündung
Unterlauf der Rott von Bayerbach bis zur Mündung este o arie protejată (arie specială de conservare — SAC, sit de importanță comunitară — SCI) din Germania întinsă pe o suprafață de 253,75 ha, integral pe uscat.

## Localizare
Centrul sitului Unterlauf der Rott von Bayerbach bis zur Mündung este situat la coordonatele 48°25′14″N 13°19′00″E / 48.4206°N 13.3167°E.

## Înființare
Situl Unterlauf der Rott von Bayerbach bis zur Mündung a fost declarat sit de importanță comunitară în noiembrie 2004 pentru a proteja 4 specii de animale. Situl a fost protejat și ca arie specială de conservare în aprilie 2016.

## Biodiversitate
Situată în ecoregiunea continentală, aria protejată conține 3 habitate naturale: Cursuri de apă de la nivel de câmpie la nivel montan, cu vegetație Ranunculion fluitantis și Callitricho-Batrachion, Liziere de ierburi înalte hidrofile de câmpie și de nivel montan până la alpin, Păduri aluvionare cu Alnus glutinosa și Fraxinus excelsior (Alno-Padion, Alnion incanae, Salicion albae).
La baza desemnării sitului se află mai multe specii protejate:
- nevertebrate (1): Ophiogomphus cecilia
- pești (3): Gymnocephalus baloni, răspăr (Gymnocephalus schraetzer), boarță (Rhodeus amarus)